# Relations entre le Canada et la Suède
Les relations entre le Canada et la Suède font référence aux relations bilatérales qui lient le Canada, nation d'Amérique du Nord, et la Suède, pays du Nord de l'Europe.

## Politique étrangère

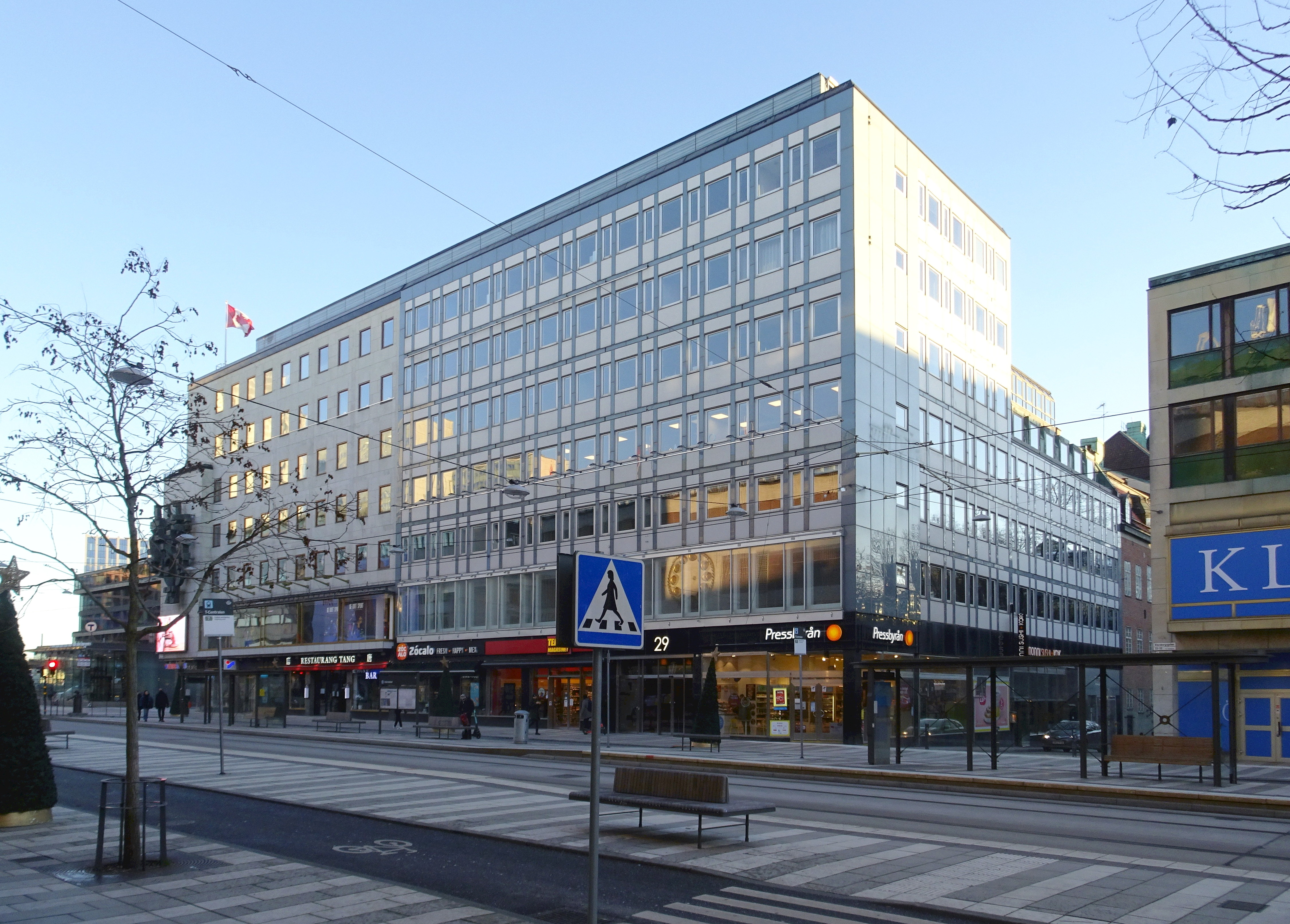
Ambassade du Canada à Stockholm

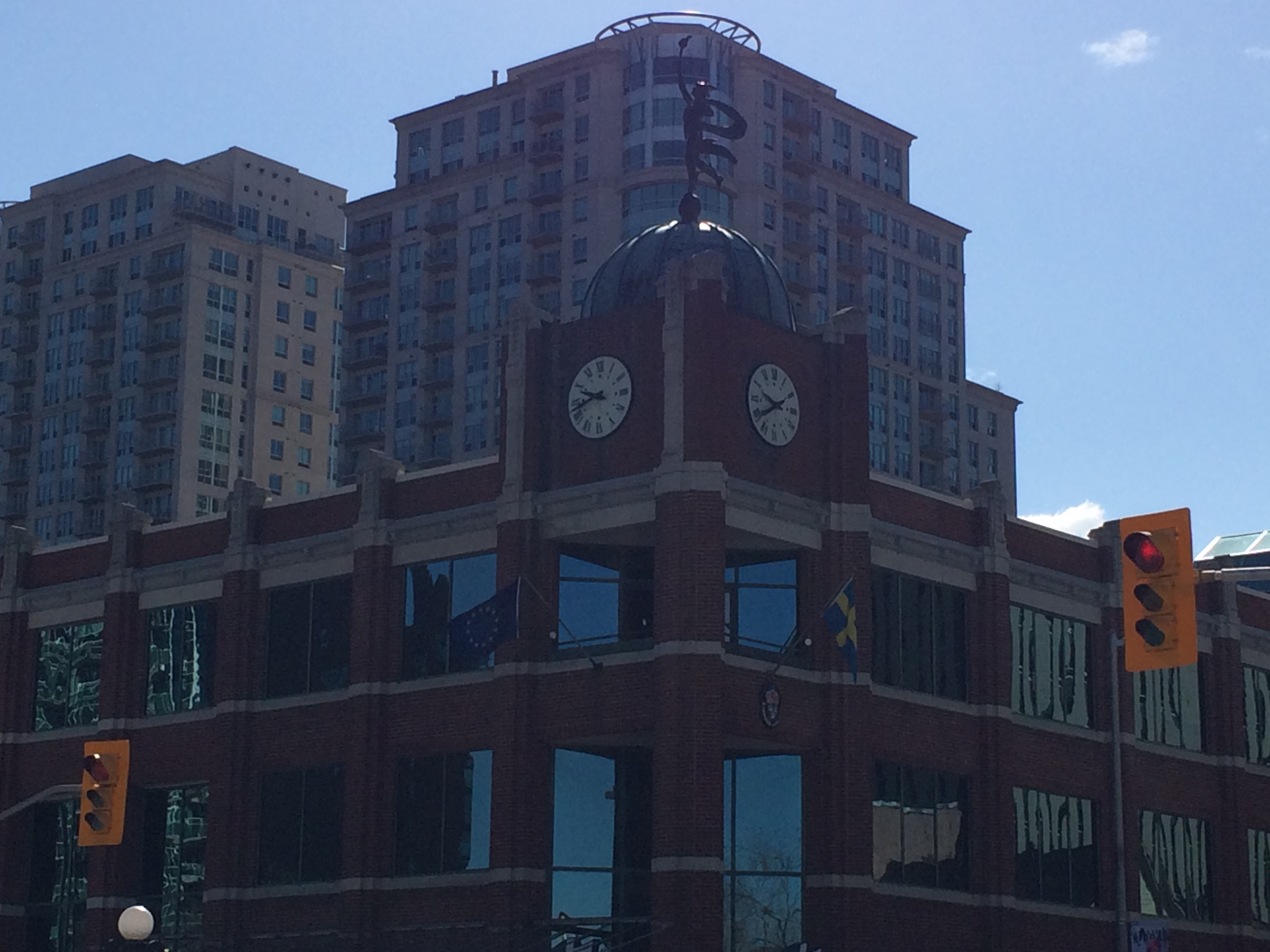
Ambassade de Suède à Ottawa

Les deux entités entretiennent des relations fortes et étroites, plus particulièrement depuis la création du Conseil arctique dont sont membres les deux pays. Les deux nations ont des positions et des engagements communs concernant le maintien de la paix, la réforme des Nations unies, les droits de l'homme ou la protection de l'environnement, bien que ce dernier point soit à nuancer depuis le retrait du Canada du protocole de Kyoto fin 2011. Les deux pays ont des engagements militaires communs sur certaines zones de conflits tels que l'Afghanistan ou le Soudan.
L'ambassade de Suède se trouve dans la capitale canadienne Ottawa, et la Suède possède 10 consulats se trouvant dans les villes de Calgary, Edmonton, Fredericton, Halifax, Montréal, Québec, Regina, Toronto, Vancouver et Winnipeg. Le Canada est, quant à lui, représenté en Suède par l'ambassade du Canada à Stockholm, et possède deux consulats situés dans les villes de Göteborg et Malmö.

## Immigration
Selon les données statistiques du recensement de la population canadienne de 2006, le Canada compte plus de 330 000 citoyens ayant des origines suédoises.

## Sport
Le Canada et la Suède sont deux grandes nations de hockey sur glace. Les équipes de hockey sur glace du Canada et de Suède cumulent chacune le plus grand nombre de médailles au championnat du monde de hockey sur glace tout métal confondu, avec, en 2011, un total de 46 médailles pour le Canada et 41 médailles pour la Suède.